# Archetype (openEHR)
Een archetype in de openEHR context is een script dat medische data beschrijft. Het openEHR systeem kent geen strak gereguleerde data-definities zoals dat in klassieke data verwerkende software het geval is.
Simpel gezegd, binnen openEHR komen data in een grote poel van data terecht, en het zijn de archetypen die de betekenis van de data beschrijven en beperken.

## Doel
De archetypen vormen de kennis-brug tussen de domein-deskundigen (bijvoorbeeld de protocollen van het Nederlands Huisartsen Genootschap of Nictiz) of universiteiten, en de gebruikers van de software (bijvoorbeeld verpleegkundigen, huisartsen).

### Voorbeeld
Een simpel voorbeeld: Een archetype kan over lichaamstemperatuur meting gaan. Nu is het logisch dat in het archetype staat in welke eenheid de temperatuur wordt genoteerd (bijvoorbeeld Celsius), en bijvoorbeeld, dat deze niet onder 30 °C en niet boven 45 °C mag komen (beide temperaturen komen bij een levend mens normaler wijze niet voor).
Tijdens het opslaan van een temperatuur-meting kijkt de software naar de beperkingen in het archetype, en controleert of de opgegeven temperatuur aan de gestelde eisen voldoet. Tijdens het presenteren van de data aan een gebruiker van de software, geeft de software aan, vanuit kennis vanuit het archetype, dat de gepresenteerde waarde in graden Celsius is weergegeven.

## Structuur
Archetypen zijn bedoeld om machinaal (door computer) te lezen en te interpreteren. Om deze reden voldoen ze aan strenge regels, en hebben ze een eigen scripttaal (adl = archetype definition language)
Een archetype bestaat uit enkele delen, die dus ieder een eigen geformaliseerde notatie hebben en ieder een eigen doel hebben. Ik ga alleen globaal in op de onderdelen. Voor precieze en diepgaande informatie kan men terecht op de externe links, onderaan de pagina.

### Archetype ID
Dit is de naam van het archetype. Deze hoort wereldwijd uniek te zijn. Omdat er nog geen wereldwijde registry is die dit garandeert zijn er richtlijnen om toch wereldwijde uniciteit te bereiken. De archetype ID is zodanig gestructureerd dat de bedrijfsnaam erin kan worden opgenomen, het land waar het bedrijf is gevestigd, het medische onderwerp waarover het archetype handelt en de versie (indien het een herzien archetype is)

### Algemene informatie
Het eerste stuk van een archetype bestaat uit algemene informatie. Hierin staan zaken als het meer uitgediepte concept waarover het gaat, de schrijver van het archetype, auteursrechtelijke informatie, de talen die binnen het archetype worden vertegenwoordigd, de gebruikte ADL-versie.

### Definitie
De definitie is het deel waarin de data worden gedefinieerd en gestructureerd. Aan de hand van deze informatie worden datasets die aan de openEHR-software worden aangeboden, gevalideerd op geldigheid. Zoals in het voorbeeld, hierboven weergegeven, dat een temperatuur-waarde van 45 °C niet wordt geaccepteerd.

### Ontologie
De Ontologie (informatica) binnen een archetype beschrijft in gewone mensentaal de definitie-onderdelen, verklaart hun samenhang, en indien er sprake is van coderingen, wordt er beschreven welk coderingsstelsel is gebruikt. De ontologie-sectie binnen een archetype kan meertalig bestaan. Er is geen maximumaantal talen dat mag worden toegevoegd.

### Scheiding data-definitie en ontologie
Doordat de data-definitie een technische weergave is van data-structuur-informatie, en de ontologie een voor mensen leesbare beschrijving van hetzelfde is, maar dan in meerdere talen, kan worden bereikt dat een archetype meerdere talen simultaan kan ondersteunen en dan toch dezelfde data-structuur kan afdwingen. Deze eigenschap kan ook worden gebruikt om op de computer-schermen de aanduiding naar data in een taal naar keuze te laten plaatsvinden.

### Voorbeeld archetypes
Er is een website met verzameling archetypen in beheer van de openEHR-community. Deze website heet een CKM (Clinical Knowledge Manager). Bovenstaand beschreven structuur-eigenschappen zijn er goed zichtbaar in de in CKM gepresenteerde weergave van archetypen.